# Никола Алтоманович Войнович

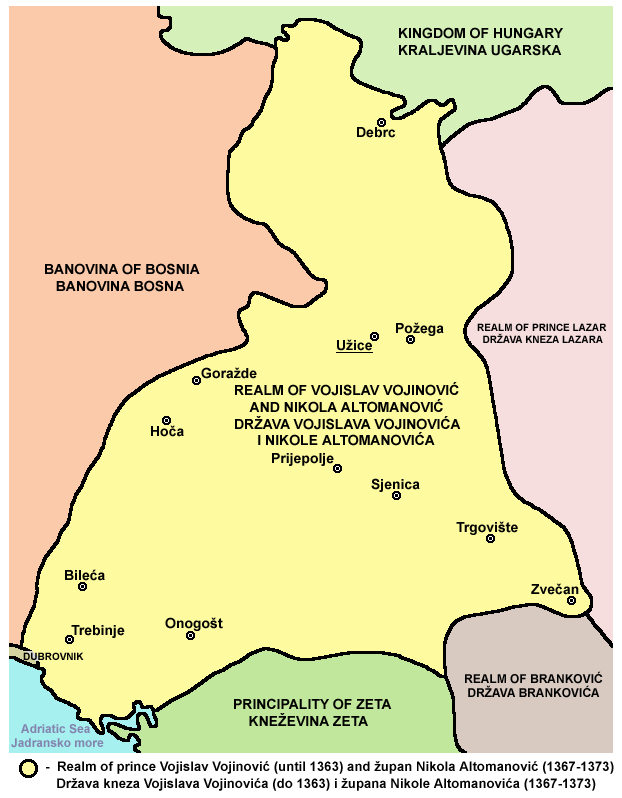
Владения Николы Альтомановича (1366—1373).

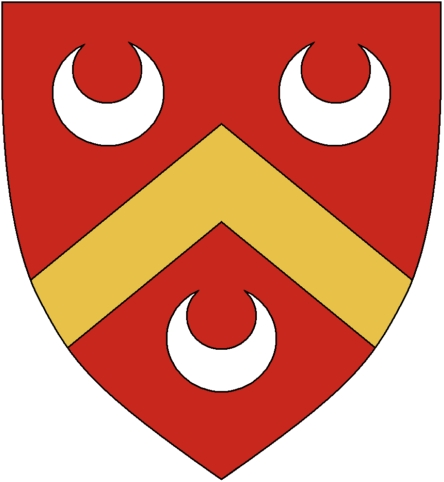
Герб Альтомановичей.

Никола Алтоманович (около 1348 года, после 1395) — сербский великий жупан второй половины XIV века из рода Войновичей. Управлял большим количеством земель на территории современных Черногории, Сербии, и Боснии и Герцеговины от Рудника до Адриатического моря.

## Происхождение
Род Николы Алтомановича происходит от воеводы Воина, состоявшего на службе у Стефана Дечанского. Алтоман, отец Николы был средним сыном Воина, а мать была дочерью Младена (основателя рода Бранковичей). Никола родился предположительно в 1348 году.

## История
После смерти своего дяди Воислава, Никола сразу начал экспансию и в течение года отвоевал земли своего отца, а потом и земли дяди став одним из крупнейших сербских князей. в 1368 году поддержал боснийского князя Санко Милтеновича в восстании против короля боснии Твртко I. В 1370 году Никола, вместе с князем Лазарем поддержал сербского короля Стефана в борьбе против князей Мрнявчевичей. Он участвовал в битве на Косовом поле в которой его армия была разгромлена, армия Лазаря отступила, а король Стефан был взят в плен и позже умерщвлен. Бывшие союзники Николы Санко Милтенович и князь Лазарь воспользовались слабостью оппонента и захватили часть его земель. Никола, оправившись от потерь направил все свои силы на Дубровник. После успешной компании Дубровник стал платить Николе дань. В 1371 году он вернул под свой контроль земли захваченные Лазарем. В 1373 году он заключил союз с Венецией против Дубровника. Дубровчане, прознав о планах Николы, начали искать союзников и быстро собрали коалицию. Против Николы выступили Дубровчане, король Боснии Твртко I, князь Лазарь и король Венгрии Лайош I. В течение того же года войска союзников сломили силы Николы, его самого схватили и заточили в крепость. Годом позже Никола был ослеплен. Последнее упоминание о Николе Алтомановиче датируется 1395 годом.